# Edificio Langham
El Edificio Langham es un edificio de apartamentos en Manhattan, Nueva York, que se encuentra a lo largo de Central Park West. Después de que la parcela estuviese sin construirse en ella durante más de 15 años, el edificio fue construido entre 1905 y 1907. Su construcción costó 2 millones de dólares, y la estructura incluyó modernas comodidades en aquel entonces, como por ejemplo poder disponer de hielo en cada apartamento. El edificio fue diseñado en estilo Segundo Imperio por los arquitectos Clinton and Russell.
En 1902, la propiedad donde se encuentra el Langham, era propiedad de la familia Clark, que a su vez, era dueña del prestigioso edificio Dakota.
Ubicado en lo que hoy es el nº 135 de Central Park West, el Langham ocupa el espacio entre las calles West 73 y West 74.
El lugar permaneció vacante hasta que la familia Clark lo vendió en 1902. Al principio, la propiedad no se vendía porque existía una restricción algo inusual, ningún edificio construido podría superar la altura del Dakota, situado justo al lado. 
El sitio fue adquirido por Abraham Boehm y Coon Lewis, pero se mantuvo vacante hasta 1904. Los Arquitectos Clinton and Russell, que trabajaban para Boehm y Coon, presentaron los planos del edificio en 1904, cuya construcción ascendería a 2 millones de dólares. 
En septiembre de 1906, se aplicaron los últimos retoques y finalmente el Langham fue completamente terminado y sus puertas fueron abiertas para el alquiler en 1907.
Cuando en aquel año, el edificio estaba ya construido, sus pisos se alquilaban a 500 dólares mensuales, y atrajo a inquilinos ricos y de éxito desde el principio. Irving Bloomingdale, hijo del fundador de la famosa tienda, se mudó al Langham cuando se inauguró. Isadore Saks se trasladó desde el Majestic al Langham con su hijo Joseph. Martin Beck, jefe de la cadena Orpheum Theater, fue otro residente importante en aquellos principios. 
En 2006 el edificio se puso en venta, y un escritor del New York Sun estimó el precio en 600 millones de dólares.

## Arquitectura
El edificio fue diseñado en estilo francés del Segundo Imperio, por los arquitectos Clinton and Russell, que trabajaban para Abraham Boehm y Coon Lewis.

## Importancia
El Langham fue catalogado como una propiedad contribuidora al Distrito Histórico del Central Park West, cuando este fue incluido en el Registro Nacional de Lugares Históricos de Estados Unidos, el 9 de noviembre de 1982.
También es parte del Distrito Histórico Upper West Side / Central Park West.